# Альвер, Бетти
Бе́тти Альвер (полное имя Эли́забет А́львер, с 1937 года Та́львик, с 1956 года Ле́пик, по советскому паспорту Элизабет Мартыновна Альвер, эст. Betti Alver; 23 ноября 1906, Йыгева, Лифляндская губерния, Российская империя — 19 июня 1989, Тарту, Эстонская ССР, СССР) — эстонская поэтесса, прозаик, переводчик. Заслуженный писатель Эстонской ССР (1966). Народный писатель Эстонской ССР (1981).

## Биография
Элизабет Альвер родилась 23 ноября 1906 года в Йыгева. В 1924 году окончила гимназию в Тарту, в 1924—1927 годах изучала эстонский язык и литературу в Тартуском университете.
В 1927 году был опубликован её роман «Любовница ветра». Первая книга стихов Альвер «Пыль и огонь» была издана в 1936 году. В переводе Бетти Альвер на эстонский язык были изданы поэмы А. С. Пушкина и его роман в стихах «Евгений Онегин» (1964), «Детство» и «Мои университеты» Горького. На эстонский перевела также написанные на немецком языке стихи Кристьяна Яака Петерсона. 
Стихи Бетти Альвер переведены на польский, немецкий, английский, чешский, итальянский и другие языки. На русский язык стихи Альвер переводила Юнна Мориц.
В честь Бетти Альвер в её родном городе Йыгева проводятся осенние дни поэзии «Звёздный час». В 2013 году в её честь назван кратер на Меркурии — Альвер (Alver).
Лауреат Литературной премии Эстонской ССР имени Юхана Смуула (1980).
Похоронена на тартуском кладбище Вана-Яани.
Вошла в составленный в 1999 году по результатам письменного и онлайн-голосования список 100 великих деятелей Эстонии XX века.

## Книги стихов

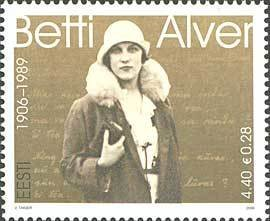
Бетти Альвер на почтовой марке Эстонии 2006 года

- Пыль и огонь (1936);
- Звёздный час (1966);
- Хлопья жизни (1971);
- Летающий город (1979);
- Кораллы Эмайыги (1986).

## Бетти Альвер в филателии
В 2006 году 100-летие Бетти Альвер почта Эстонии отметила выпуском почтовой марки.

## Семья
Была замужем за поэтом Хейти Тальвиком. В 1956 году вышла замуж за Марта Лепика (литературовед, первый директор Литературного музея, 1940—1945. г.). Родственники: Эдуард Альвер (командир «Кайтселийта» во время Освободительной войны) и Сийм Каллас.